# Małe kobietki (film 1949)
Małe kobietki (oryg. Little Women) – amerykański melodramat z 1949 roku w reżyserii Mervyna LeRoya. Scenariusz do filmu powstał na podstawie klasycznej powieści Małe kobietki autorstwa Louisy May Alcott.

## Zarys fabuły
Akcja filmu dzieje się w Mass Concord w latach 60. XIX wieku. Podczas gdy ojciec walczy w wojnie domowej, siostry: Jo, Meg, Amy i Beth zostały w domu z matką. Film opowiada o dorastaniu, poszukiwaniu miłości oraz odnalezieniu swojego miejsca w świecie.

## Obsada
- June Allyson jako Josephine „Jo” March (28 lat)
- Peter Lawford jako Theodore „Laurie” Laurence
- Margaret O’Brien jako Elizabeth „Beth” March (10 lat)
- Elizabeth Taylor jako Amy March (21 lat)
- Janet Leigh jako Margaret „Meg” March/Brooke (24 lat)
- Rossano Brazzi jako profesor Bhaer
- Mary Astor jako Marmee March
- Lucile Watson jako ciotka March
- C. Aubrey Smith jako pan James Lawrence
- Richard Wyler jako John Brooke
- Leon Ames jako pan March
- Harry Davenport jako doktor Barnes
- Connie Gilchrist jako pani Kirke
- Ellen Corby jako Sophie

## Nagrody i wyróżnienia
- 22. ceremonia wręczenia Oscarów
  - Oscar za najlepszą scenografię w filmie barwnym: Cedric Gibbons, Edwin B. Willis, Paul Groesse i Jack D. Moore
    - Nominacja za najlepsze zdjęcia w filmie barwnym: Robert H. Planck i Charles Edgar Schoenbaum